# Хёуган, Тимон
Тимон Хёуган (норв. Timon Haugan; род. 27 декабря 1996, Норвегия) — норвежский горнолыжник. Специализируется в слаломных дисциплинах. Бронзовый призёр зимних Олимпийских игр 2022 года. Призёр чемпионата мира 2023 года, победитель этапов кубка мира.

## Карьера
22 декабря 2017 года Хёуган дебютировал на этапе Кубка мира в слаломе в Мадонне-ди-Кампильо, сразу же набрав очки и заняв 24-е место. 10 марта 2018 года Имон впервые выиграл гонку Кубка Европы в Берхтесгадене. В сезоне Кубка Европы 2018/19 годов норвежец был третьим в общем зачете. После нескольких хороших результатов 8 февраля 2020 года Хёуган поднялся на подиум в слаломе в Шамони, на этапе Кубка мира.
На Олимпийских играх в Пекине Хёуган не принимал участие в индивидуальных спусках, но стал обладателем бронзовой медали в составе норвежской сборной в командных соревнованиях.
В 2023 году на взрослом чемпионате мира Хёуган выиграл серебряную медаль в командном турнире, а также бронзовую медаль в параллельном гигантском слаломе.
В сезоне 2023/24 годов, 17 марта 2024 года, Тимон впервые одержал победу на этапе Кубка мира в слаломе в Заальбахе. В следующем сезоне, на этапе итальянском Альта-Бадия он вновь стал победителем этапа Кубка мира в слаломе. 29 января 2025 года, накануне чемпионата мира в Зальбахе, выиграл слалом на этапе Кубка мира в Шладминге.

### Олимпийские игры
| Олимпийские игры | Скоростной спуск | Супергигант | Гигантский слалом | Слалом | Комбинация | Команды |
| ---------------- | ---------------- | ----------- | ----------------- | ------ | ---------- | ------- |
| 2022 Пекин       | —                | —           | —                 | —      | —          | 3       |

### Чемпионаты мира по горнолыжному спорту
| Чемпионат мира         | Скоростной спуск | Супергигант | Гигантский слалом | Слалом | Комбинация | Команды | Паралл. гигантский слалом |
| ---------------------- | ---------------- | ----------- | ----------------- | ------ | ---------- | ------- | ------------------------- |
| 2021 Кортина-д’Ампеццо | —                | —           | —                 | DNF1   | —          | —       | 14                        |
| 2023 Куршевель         | —                | —           | —                 | 17     | —          | 2       | 3                         |
| 2025 Зальбах           | —                | —           |                   |        |            |         |                           |

### Победы на этапах Кубка мира (4)
| № | Сезон   | Дата            | Место       | Дисциплина |
| - | ------- | --------------- | ----------- | ---------- |
| 1 | 2023/24 | 17 марта 2024   | Зальбах     | Слалом     |
| 2 | 2024/25 | 23 декабря 2024 | Альта-Бадия | Слалом (2) |
| 3 | 2024/25 | 29 января 2025  | Шладминг    | Слалом (3) |
| 4 | 2024/25 | 27 марта 2025   | Сан-Валли   | Слалом (4) |